# Улица Юрина
У́лица Ю́рина — одна из центральных улиц Барнаула, проходит по 3 районам города — Железнодорожному, Ленинскому и Индустриальному от Железнодорожного вокзала в центральной части города до микрорайона Солнечная Поляна на западе. Протяженность — 7,2 км. Ширина — от 3 да 18 метров. От улицы Матросова до улицы Солнечная Поляна проложены троллейбусные маршруты. В районе проспекта Коммунаров улица пересекает реку Пивоварку.

## История
До 1950 года улица именовалось Островная.
Современное название улица получила в честь Героя Советского Союза, участника обороны Москвы, полковника Алексея Николаевича Юрина.
Сегодня на всем протяжении улицы находятся 9-этажные панельные дома, 5-этажные «хрущевки», дома барачного типа и частный сектор. В 2007 году был произведен капитальный ремонт дорожного покрытия улицы.
Улица Юрина имеет транспортное кольцо в месте пересечения с улицей Малахова.

## Достопримечательности
На пересечении с улицей Шукшина установлен памятник писателю и режиссёру В. М. Шукшину (1989, скульпторы Николай Звонков и Михаил Кульгачев, архитекторы Василий Рублёв и Сергей Боженко).

## Важнейшие здания и учреждения
- Государственные учреждения — Пожарная часть № 4 Ленинского района,
- Медицинские учреждения — Алтайский краевой кардиологический диспансер, Городская больница № 12, Городская больница № 4, Краевой психоневрологический детский санаторий
- Учебные заведения — Профессиональное училище № 1, КГБОУ СПО «Барнаульский торгово-экономический колледж», КГБОУ НПО «Профессиональное училище № 35», Алтайская государственная академия культуры и искусств
- Парки — ПКиО Эдельвейс.